# Pinjalo
Pinjalo is een geslacht van straalvinnige vissen uit de familie van snappers (Lutjanidae). Het geslacht is voor het eerst wetenschappelijk beschreven in 1875 door Bleeker.

## Soorten
- Pinjalo lewisi (Randall, Allen & Anderson, 1987)
- Pinjalo pinjalo (Bleeker, 1850)